# Gustavo Lombardi
Gustavo Lombardi (Rosario, 10 de setembre de 1975) és un exfutbolista argentí que jugava de defensa.
Va destacar al River Plate. Posteriorment va militar al Deportivo Alavés i a la UD Salamanca espanyoles i al Middlesbrough FC anglès.
Lombardi va ser dues vegades internacional amb l'Argentina el 1997. Abans, havia destacat amb les seleccions inferiors, tot acudint al Mundial sub-20 de Qatar, celebrat el 1995.